# Takayo
Takayo ist eine am 1. Januar 1988 in Leipzig gegründete Band, die vor allem melodische, akustisch geprägte Instrumentalmusik spielt. Die Kompositionen sind von Popmusik, Jazz und Folk geprägt.

## Name
Takayo ist ebenfalls ein japanischer weiblicher Vorname. Der Bandname ist aber von Kayode Eschrichs Vornamen abgeleitet.

## Geschichte
Takayo wurde 1988 von Ulrich Schroedter (früher bei Passion, Dialog), Kayode Eschrich (früher bei Dialog) und Ulrich Mücke (früher bei Passion, Cäsars Rockband) gegründet. Kurze Zeit darauf produzierte der Rundfunk der DDR die Titel Diabolo, Skateboard, Bengalisches Feuer und Takayo. Im Juli 1989 tourten sie anlässlich der Weltfestspiele der Jugend und Studenten nach Pjöngjang. Gastspiele führten sie nach Kuba, Bulgarien, Polen und Ungarn. Nach der Wende war die Band weiterhin erfolgreich. 1991 wurde Mücke durch Jan Kirsten (früher bei Karussell) ersetzt.
1994 nahm Takayo am Opernball Leipzig teil und spielte von 1996 bis 1998 als Begleitband bei Gunther Schmäche.
In den 2000er Jahren steht das Violinenspiel des „Teufelsgeigers“ Ulrich Schroedters im Vordergrund. Neben Auftritten unter dem Namen Takayo spielt die Band seit 1991 in Theaterprojekten der Uckermärkischen Bühnen Schwedt mit und tritt mit Andy One Voice als Rockhounds auf. Dörte Simon (Gesang) und Benno Jähnert (Schlagzeug), seit 2009 bei Karussell, verstärken gelegentlich die Band.

## Diskografie
Alben
- 1995: Diabolo (Monopol)
- 2009: Fingertips